# La Rouge (Orne)
La Rouge is een plaats en voormalige gemeente in het Franse departement Orne in de regio Normandië en telt 663 inwoners (1999). De plaats maakt deel uit van het arrondissement Mortagne-au-Perche.

## Geschiedenis
La Rouge is op 1 januari 2016 gefuseerd met de gemeenten Gémages, L'Hermitière, Mâle, Saint-Agnan-sur-Erre en Le Theil tot de gemeente Val-au-Perche. 

## Geografie
De oppervlakte van La Rouge bedraagt 11,7 km², de bevolkingsdichtheid is 56,7 inwoners per km².
De onderstaande kaart toont de ligging van La Rouge (Orne) met de belangrijkste infrastructuur en aangrenzende gemeenten.

## Demografie
Onderstaande figuur toont het verloop van het inwonertal (bron: INSEE-tellingen).
Gémages · L'Hermitière · Mâle · La Rouge · Saint-Agnan-sur-Erre · Le Theil